# Key Sounds Label
Key Sounds Label — це японська незалежна звукозаписна компанія сформована в 2001 році як бренд видавничої компанії VisualArt's. Key Sounds Label була створена для каталогізації та випуску музики, пов'язаної з візуальними романами, випущеними брендом Key, також під VisualArt's, відомим розробкою таких візуальних новел, як Kanon та Air . За винятком двох альбомів та одного синглу, які були видані Key і VisualArt's до утворення лейбла, більшість випусків на лейблі базуються на одній із візуальних новел Key. На лейблі є інші альбоми та сингли, не пов'язані безпосередньо з візуальними романами, наприклад, два сингли Лії та один альбом Рії. На відміну від типових лейблів, Key Sounds Label не ліцензує жодного виконавця, представленого в альбомах та синглах, випущених на лейблі.
Коли утворився Key Sounds Label, Джун Маеда, Сіндзі Оріто і Магоме Такосі, які були композиторами у Key, продовжували створювати більшість музики на лейблі, хоча Тогоші більше не пов'язаний з Key або VisualArt. Key часто продає альбоми та сингли на цьому лейблі на конгресі Comiket. Key Sounds Label не укладав контракта з JASRAC або будь-яким іншим японським агентством збору авторських прав. Таким чином, випуски на лейблі не продаються в японських магазинах з іншими музичними альбомами та синглами, але широко доступні для онлайн-покупки.

## Історія
Key Sounds Label бере свій початок у 1999 році, за два роки до виходу першого альбому на лейблі. Коли компанія по створенню візуальних романів Key під видавством VisualArt's збиралася випустити дебютну візуальну новелу Kanon, Key створив аранжувальний альбом Anemoscope і включив його до першого випуску Kanon, випущеного в червні 1999 р. Другий музичний реліз, сингл, відбувся в листопаді 1999 р. Третій реліз, відбувся у вересні 2000 року в комплект з випуском другої візуальної новели Key Air. Кожен із цих трьох вийшов обмеженими тиражами і, отже, широко не продавався.
У 2001 році VisualArt's та Key вирішили створити Key Sounds Label та розпочати каталогізацію альбомів та синглів, випущених Key, з позначкою «KSLA–», а потім чотиризначним номером лейбла. Наприклад, перший випуск має каталожний номер KSLA-0001. Першими двома релізами на лейблі були альбом та сингл, випущені на конвенції Comiket 60 у серпні 2001 року, і були продані компанією Key. З тих пір Key регулярно продавав сингли та альбоми під маркою Key Sounds на наступних конвенціях Комікета. Key випустив ще три аранжувальні альбоми в комплекті з першими друкованими версіями пізніших візуальних новел Key, Clannad, Little Busters!, і Little Busters! Ecstasy. Ці три альбоми ніколи не виходили повторно для загального продажу. На початку 2008 року три альбоми на лейблі стали доступними через iTunes Store — часткові альбоми -Memento- та Recollections, а також повний альбом Ma-Na — під назвою Key Sound Team. Пізніше альбом -Memento- був видалений, а повний альбом Recollections став доступним.

### Концерти
Відбувся концерт у рамках вшанування пам'яті десятої річниці Key під назвою KSL Live World 2008: Way to the Little Busters! EX, який відбувся 10 травня 2008 року в Токіо, Японія, і знову 17 травня 2008 року в Осаці, Японія. Кожного разу концерт тривав дві з половиною години, і в ньому звучали пісні, які співали Лія, Ріта, Чата та Томое Таміясу, які раніше співали пісні для синглів та альбомів, виданих під лейблом Key Sounds. Квитки на подію вперше можна було отримати за допомогою електронної пошти 26 березня 2008 р. Альбом з двома компакт-дисками під назвою KSL Live World 2008: Pamphlet and Memorial Disc був проданий на обох концертних показах з каталоговими номерами KSLC-0001—0002 і містив шість реміксованих вокальних версій першої теми Канона «Останні жалі» на Стороні А ; дві композиції з'явилялися в попередніх випусках Key Sounds Label, а одна — з компіляційного альбому «I've Sound » 1999 року «Regret» . Бік Б альбому містив запис групової бесіди живих виконавців з концерту. У грудні 2008 року вийшов концертний альбом із записом другого концерту в Осаці під назвою KSL Live World 2008: Way to the Little Busters! EX.
Другий концерт під назвою KSL Live World 2010: Way to the Kud-Wafter відбувся в Токіо 21 травня 2010 р. І знову двічі 22 травня 2010 р. На концерті прозвучали пісні, які співали Кейко Судзукі, Міяко Сузута, Аой Тада, Томое Таміясу, Чата, Марина, Лія, LiSA, Ріта та Еуфоній; однак, Eufonius з'явився лише на концертах 22 травня. Квитки на захід були першими доступні поштою онлайн 30 березня 2010 року У грудні 2010 року вийшов концертний альбом із записом одного з концертів 22 травня під назвою KSL Live World 2010: Way to the Kud Wafter .
Третій концерт під назвою KSL Live World 2013: Way to the Little Busters! Refrain відбувся у Кото, Токіо, 16 вересня 2013. На концерті звучали пісні в виконанні Томо Таміяж, Кейко Сузукі, Рита, Suzuyu, Айяк Кітазава, Лія, Джун Маеда та Сінджі Оріто.
Четвертий концерт під назвою KSL Live World: Way to the Angel Beats! -1st- відбувся в Акіхабарі, Токіо, 11 та 12 квітня 2015.
П'ятий концерт під назвою KSL Live World 2016: The Animation Charlotte & Rewrite відбувся в Тойосу, Токіо, 30 квітня 2016 р.

## Композитори
На відміну від типових лейблів, Key Sounds Label не ліцензує жодного виконавця, представленого в альбомах та синглах, випущених на лейблі. Коли утворився лейбл Key Sounds, Джун Маеда, Сінджі Оріто та Магоме Тогоші були композиторами Key, які продовжували створювати більшість музики на лейблі Key Sounds. Однак у жовтні 2006 року Тогоші залишив Key і більше не пов'язаний ні з Key, ні з VisualArt . Один із засновників Key, OdiakeS, залишив Key ще до утворення лейбла Key Sounds, але зробив внесок у Kanon Original Soundtrack. В реєстрі Key Sounds Label виступають японські групи та співаки, кілька з яких походять від музичної продюсерської групи I've Sound. Інші композитори, включаючи Аннабель, Чата, Карута, Айяк Кітазава, LISA, Марина, Руна Мізутані, Psychic Lover, Рита, Рія, Харуми Сакурай, Харука Шімотшекі, Кейко Сузукі, Міяко Сузута, Сузую, Аоі Тада, Томо Таміяж і Нагі Янагі були також випущені на платівки через лейбл. Музичні гурти Work-S, Eufonius, OTSU, PMMK та MintJam також створили музику на лейблі Key Sounds. Музиканти з гурту I'm Sound працювали з Key Sounds Label над аранжуванням пісень, як і багато інших.